# اودوبان پارک (مینیاپولیس)
اودوبان پارک (به انگلیسی: Audubon Park) یک منطقهٔ مسکونی در ایالات متحده آمریکا است که در مینیاپولیس واقع شده‌است. اودوبان پارک ۴٬۹۶۲ نفر جمعیت دارد.